# 沙田至中環綫
沙田至中環綫（英語：Shatin to Central Link，縮寫SCL），簡稱沙中綫，是一個由港鐵公司負責興建的鐵路擴展項目，港鐵公司宣傳其為「鐵路2.0」之一部分。原來計劃路綫是由沙田直達中環，但現在拆分為「大圍至紅磡段」及「紅磡至金鐘段」兩部份：
- 大圍至紅磡段（第一期，項目代號「東西走廊」）：由馬鞍山綫向南伸延，經過顯徑（顯徑站，穿過獅子山到達大磡（鑽石山站），再經過啟德（啟德站），以上路段組成屯馬綫一期。其後再向南伸延，再經過啟德新發展區（馬頭涌、馬頭圍）（宋皇臺站）、土瓜灣（土瓜灣站），老龍坑（何文田站），到達紅磡（紅磡站）與現西鐵綫（尖沙咀支綫、九龍南綫）貫通，組成屯馬綫。屯馬綫一期（大圍至啟德）於2020年2月14日通車，而其餘部分於2021年6月27日通車。
- 紅磡至金鐘段（第二期，項目代號「南北走廊」）：則由現東鐵綫向南伸延，經第四條過海鐵路到達香港島的灣仔會展一帶，最後以金鐘為終點站，於2022年5月15日通車[3]。

整個計劃長約17公里，共10座車站，當中5個新建車站：顯徑站、啟德站、宋皇臺站、土瓜灣站、會展站；以及5個與現有車站交匯（大圍站、何文田站，重置紅磡站、以及擴建鑽石山站、金鐘站）。
沙中綫主體工程因宋皇臺站發現考古遺蹟，加上延遲接收灣仔北工地、建築工人短缺等問題，整體工程造價由798.14億港元增至971.63億港元，較2012年原先預算超支逾兩成，平均每公里工程成本逾57億港元，較廣深港高速鐵路香港段每公里32.47億港元造價更高，成為香港史上最昂貴的鐵路項目。
沙中綫東西走廊以及南北走廊原本可望於2019年及2021年通車，但隨著爆出造假及偷工減料醜聞，特别是紅磡站新建月台鬧出剪短鋼筋風波，最壞情況或須拆毀原本即將完工的月台，重新再做，導致通車日期出現變數。2018年8月，特首辦指特首林鄭月娥下達指令，要確保安全後才能通車。
2019年7月18日，政府及港鐵決定屯馬綫大圍至啟德段將會於2020年2月14日通車，並爭取於2021年第三季開通啟德至紅磡段。最終提前一季於2021年6月27日屯馬綫全綫正式通車。其後，東鐵綫紅磡至金鐘段亦於2022年5月15日通車。然而，宋皇臺站C出口的修訂方案於2022年6月10日才刊憲，預計2026年才完工。

## 概述
沙田至中環綫不但能夠提升現有鐵路網絡的載客量，紓緩現有客量壓力——特別是東鐵綫大圍至九龍塘段及荃灣綫過海段的擠塞情況。同時亦為啟德、九龍城、土瓜灣及馬頭圍提供鐵路服務，亦能紓緩土瓜灣、紅磡（如漆咸道北）一帶交通擠塞情況。紅磡海底隧道的車流亦有望降低至設計上限（每日行車量8萬架次）以內。
預計沙田至中環綫於2021年，每日的乘客量可以高達110萬人次，平均每年節省的交通消耗時間為8,500萬小時。此項目在2020年會帶來44億港元的直接經濟效益，創造16,000個職位，有助推動香港的整體發展。

## 歷史
與沙田至中環綫相似的鐵路計劃早於20世紀中提出，先後稱為「沙田綫」和「東九龍綫」。但是由於香港社會環境急速變遷，使原路綫計劃被拖延近半個世紀。直至1998年，現時的計劃才正式公布，並且於2002年由九廣鐵路公司成功投標興建；可是由於兩鐵合併，路綫最終由香港政府興建，並且以服務經營權方式授予港鐵公司營運。

### 二十世紀
1967年9月，英國的費爾文霍士顧問工程公司發表了《香港集體運輸研究》，提議香港興建地底集體運輸城市軌道交通系統，其中一條稱為沙田綫，由火炭經慈雲山及九龍城區，並以尖沙咀作為南面的終點站。
1970年，顧問公司完成對興建地下鐵路系統的進一步研究，發表《集體運輸計劃總報告書》，具體提出建造地下鐵路的建議。原本的沙田綫易名為東九龍綫，走綫亦有所變更，北面的終點站由本來的火炭縮短到九龍鑽石山，而南面的終點站亦由本來的尖沙咀延伸過海，到達上環林士街。

#### 九鐵正式介入
1976年，政府再邀請顧問公司再作香港交通發展作出研究，發表首份《香港整體運輸研究》，當中提出沙田環狀綫、東九龍綫、尖沙咀支綫分期興建，以代替1967年的發展沙田綫方案。計劃中的沙田環狀綫、尖沙咀支綫，只是先由九鐵興建，直至地鐵建成東九龍綫，再移交由地鐵一併營運。

#### 第三條過海鐵路（九鐵過海延綫）
在1980年代末，九廣鐵路曾有興建過海鐵路的計劃，由九龍站延長，以地底隧道方式經何文田站及黃埔站，過海到達香港島的炮台山站，並有可能伸延至跑馬地，會展及中環，為當時的「第三條過海鐵路」計劃，預計在1998年前落成。
1989年，由於六四事件而導致的港人對主權移交信心危機，政府發表香港機場核心計劃，並於《香港第二次整體運輸研究》中以「資源分配不足」為理由，東九龍綫及九鐵過海延綫計劃被逼暫停，中環至灣仔填海區亦重新規劃，以應付未來的交通流量需求。後來東九龍綫過海段被更名為第四條過海鐵路，並於2022年5月15日通車。

#### 更新發展次序
1990年，政府在機場鐵路中以港島及九龍西面的第三條過海隧道同時興建第三條過海鐵路為理由，取代原有東九龍綫及九鐵過海段解決荃灣綫的擠塞。1993年的《香港鐵路發展研究》中，東九龍綫由原有過海性質改以中型鐵路連接機場鐵路九龍站，並接駁當時倡議中的尖沙咀支線、馬鞍山鐵路（現稱馬鞍山綫），形成東部走廊。
1994年，政府發表《鐵路發展策略》，落實先興建尖沙咀支線、馬鞍山鐵路（現稱馬鞍山綫）及將軍澳綫，而其餘路段再作考慮，當中亦包括東部走廊及第四條過海鐵路。
1998年，政府再推出《香港第三次整體運輸研究》、《香港第二次鐵路發展研究》，當中將多個東部走廊路段分析，提出多個方案組合九廣西鐵（現西鐵綫屯門至南昌段）、南環線（現西鐵綫南昌至尖東段）、尖沙咀支線、九廣東鐵（現稱東鐵綫）、沙田至中環綫（第四條過海鐵路、東九龍綫、大圍至鑽石山鐵路）及馬鞍山鐵路，並考慮分別交由地鐵及九鐵營運，沙田至中環綫因而誕生。同時間，西鐵、尖沙咀支線及馬鐵由九鐵投得營運權。

### 21世紀

#### 鐵路發展策略2000和兩鐵的競投
2000年，香港政府發表《鐵路發展策略2000》，其中羅列出兩個港島區的定綫方案，除了最後落實了的經會展站（灣仔北）及金鐘站的方案外，另一個方案是經維園站（與北港島綫交匯）、禮頓山站（銅鑼灣南部）、灣仔南站及香港公園站（金鐘南部）往中環西站，雖然《鐵路發展策略2000》提及這個方案長遠而言較有好處，但因這個方案的造價較前者貴，最後被捨棄。此外，當時還建議除了選擇設立何文田站外，還可以以機利士路站取代，以服務紅磡北部。
《策略2000》以九龍南環線（現稱九龍南綫）為東鐵及西鐵延伸線為理由，直接交由九鐵營運，無需作出競投；相反政府則把沙田至中環綫邀請地鐵及九鐵參與競投。雖然市民普遍認為地鐵志在必得，可是九鐵再以延伸馬鞍山鐵路為理由，向香港地鐵作出正面競爭。
2002年6月25日，行政會議建議行政長官把沙中綫的營辦權批予九廣鐵路公司，其後政府公佈九鐵奪得這條路綫的營運權。九鐵當時提出的方案，即把當時仍在興建中的馬鞍山鐵路向南伸延，由該綫總站烏溪沙作為開始，沿馬鐵路綫駛至現時的總站大圍站，再途經大圍至鑽石山鐵路綫、東九龍綫，然後通過第四條過海隧道直達中環。

#### 政府批出沙中綫予九鐵的原因
香港政府向立法會的匯報提及行政會議選出九鐵方案的理由，其實地鐵及九鐵提出的方案十分相似。九鐵提交兩份標書，而地鐵更提交多達九份，但政府只考慮了其中完全符合工程計劃綱要所訂明的各項規範的一個方案。九鐵的方案對大圍站及紅磡站的轉車安排較好，地鐵的方案則能完善處理鑽石山站及金鐘站的轉車安排。而以通車時間及工程技術等方面，都各有優劣，如地鐵的方案在較多路段採用鑽挖及顧及對地面樓宇的影響，九鐵的工程則可以減少對交通的干擾，收地也較少，故政府的評價為「不相伯仲」。但九鐵方案勝出是取決於財務方面。雖然九鐵的方案比地鐵的而言，成本較高，但九鐵評估的車費可以比地鐵的更便宜，吸引更多乘客，使邊際收入增加，抵銷較高成本的影響。而且對政府而言，最重要的是公帑需要作出的資助，但九鐵的方案完全不需要政府資助，反而地鐵需要政府三幅車站或車廠的物業發展權益以作資助，故此九鐵最終勝出，奪得沙中綫的營運權。

#### 東鐵過海

九鐵2004年修訂的方案

2004年，九鐵更利用1990年代的方案，將沙田至中環線修改為不直接過海，在紅磡站改以連接九廣馬鐵、大圍經九龍東至紅磡段、尖沙咀支綫、九龍南綫及九廣西鐵直達屯門站。東鐵改以紅磡站直接過海，由羅湖站連接第四條過海隧道直達香港島的金鐘站。
此舉促使市民日後可乘搭東鐵，直通港島區至羅湖邊境，無需在紅磡站和尖東站多轉一程列車，屆時的九廣東鐵將由現時的舊12卡改用新9卡車行駛，並會更換新訊號系統，以增加每小時班次數目，減低減卡後對整體載客量的影響；而且有投資者因已上市的地鐵公司未能取得此重要路線而擔憂其前景，甚至擔心現時完全由地鐵獨家經營的過海鐵路業務會被蠶食，此說法被轉化成認為九鐵公司的沙中線會浪費資源的意見，或認為會構成惡性競爭。兩鐵合併之說亦因此而有所增長，是造成兩鐵合併的因素之一。但整體來說，這可使一直有盈餘的東鐵為九鐵帶來可觀利益。日後東鐵列車離開旺角東站後，將會從靠近愛民邨的現有隧道駛入地底，到達紅磡站新建的地底車站月台。

#### 兩鐵合併帶來的變數
沙中綫興建的另一變數，是九廣鐵路公司與地鐵公司計劃合併，該線將於不久作出重大變化，融合兩鐵的現有系統再作規劃。而立法會交通事務委員會財經事務委員會一份名為「兩鐵合併─建議的未來路向」的文件亦建議沙中綫以東鐵過海來興建。

#### 有關分階段興建的報導
2007年2月下旬有傳媒報導，政府以現時三條過海鐵路綫仍有四成未使用的載客量，稱在2023年之前仍未有需求興建第四條過海鐵路，於是希望先興建大圍站至紅磡站的一段鐵路，當乘客需求增加時才考慮興建過海路段。環境運輸及工務局發言人後來指出，政府仍在研究沙田至中環綫分段興建的可能性，故先興建大圍站至紅磡站一段不能排除。政府亦研究沙中綫沿綫發展對鐵路的影響及兩鐵合併計劃中的沙中綫方案，當時未有任何定案。至於紅磡黃埔的鐵路交通，政府審議九鐵及地鐵的計劃，表示會在沙中綫有定案時公佈使用九鐵的自動行人系統，抑或是地鐵觀塘綫延綫的方案。

#### 合併方案
2007年7月12日，九廣鐵路公司和地鐵有限公司宣布了沙中綫的合併方案，包括一條南北走廊（即「東鐵綫」）、一條東西走廊（現稱「屯馬綫」），路線的分站是為大圍站、鑽石山站、啟德站、土瓜灣站（現稱「宋皇臺站」）、馬頭圍站（現稱「土瓜灣站」）、何文田站、紅磡站、會展站、金鐘站以及中環南站，原設計的銅鑼灣北站取消，並改以遠期規劃中的北港島綫取代；此外，港鐵觀塘綫會由油麻地站延長，途經何文田站到達黃埔站，將來或會過海至炮台山站，成為香港第五條過海鐵路。
特區政府曾表示會在兩鐵合併後半年內制訂詳細計劃，又在2007-08年度的施政報告中提及在2010年動工興建。

#### 落實興建
行政長官會同行政會議於2008年3月11日批准由港鐵公司展開沙田至中環綫及觀塘綫延綫進一步規劃及設計。政府將分段完成沙田至中環綫，預計於2015年完成大圍至紅磡段，於2019年完成紅磡至金鐘段，金鐘至中環南段則暫時擱置。
政府將會全資興建造價達374億港元的沙中綫，然而港鐵公司將會以918億港元取得鐵路項目服務的專營權，港鐵公司約有10%的營運收益。雖然沙中綫不獲批准物業發展權補貼，但是政府將沙中綫和觀塘綫延綫的轉車站，即何文田站的前山谷道邨地皮交予港鐵公司發展，作為觀塘綫延綫22億港元資金差額補貼。

#### 修訂建議
2009年5月21日，香港多份報章報導港鐵新修訂之建議方案，除加入早已拍板的顯徑站外，亦修改土瓜灣一帶走綫由土瓜灣道改走馬頭圍道。新走綫使宋皇臺站及土瓜灣站更靠近舊區，方便更多區內市民使用沙中綫。惟此方案曾遭受翔龍灣等海旁住宅業主的反對，認為對他們不便。

#### 正式刊憲
在2010年11月26日，香港政府將「沙田至中環線鐵路方案」刊登憲報。方案中沙中線全長約17公里，設有10個車站，分別位於大圍、顯徑、鑽石山、啟德、宋皇臺（2017年修訂車站名稱前為土瓜灣）、土瓜灣（2017年修訂車站名稱前為馬頭圍）、何文田、紅磡、會展和金鐘；工程獲批後，於2012年6月22日動工，預計於2020年至2022年完工。

## 最終方案

2009年8月的合併方案

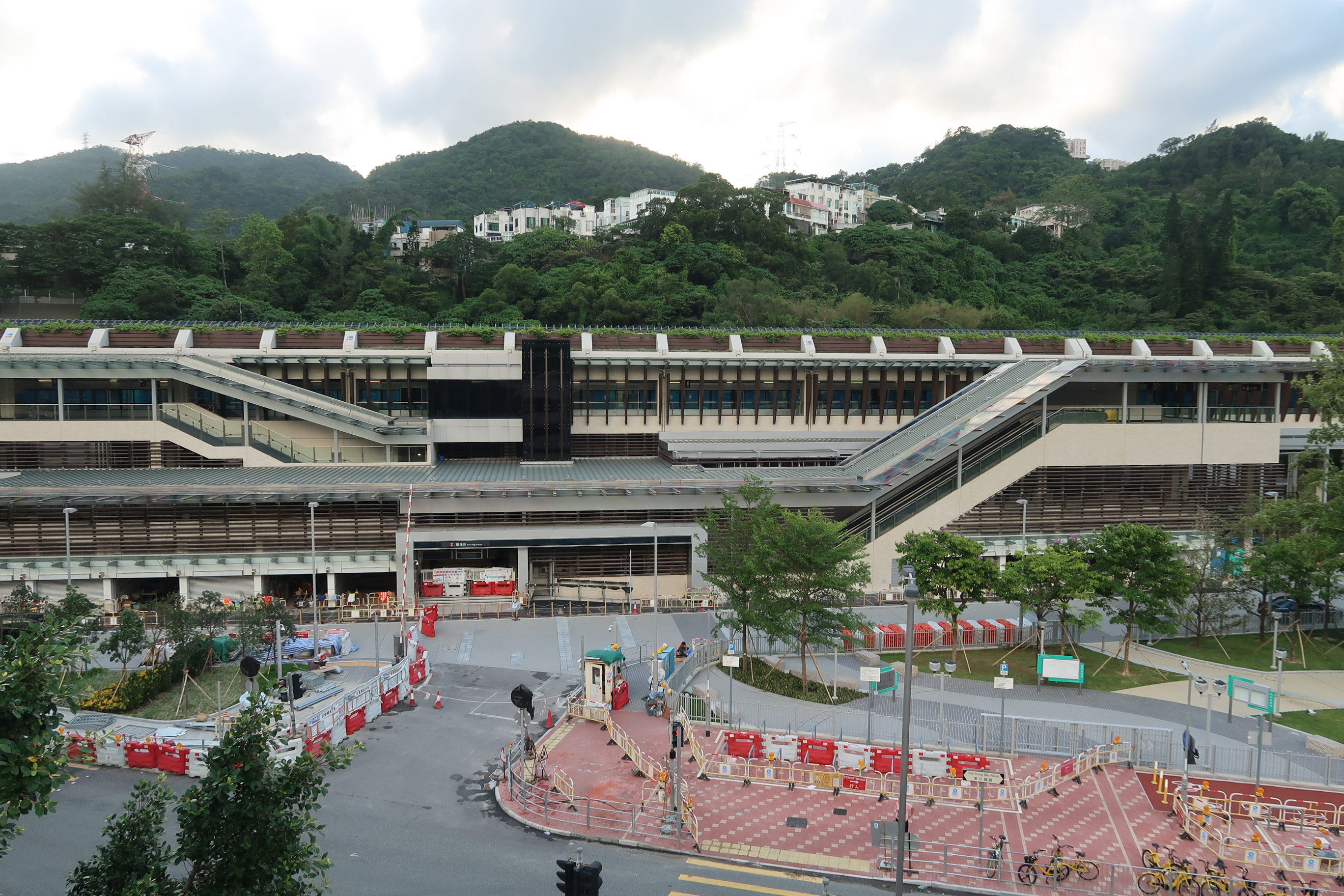
顯徑站為沙中綫首個平頂的車站

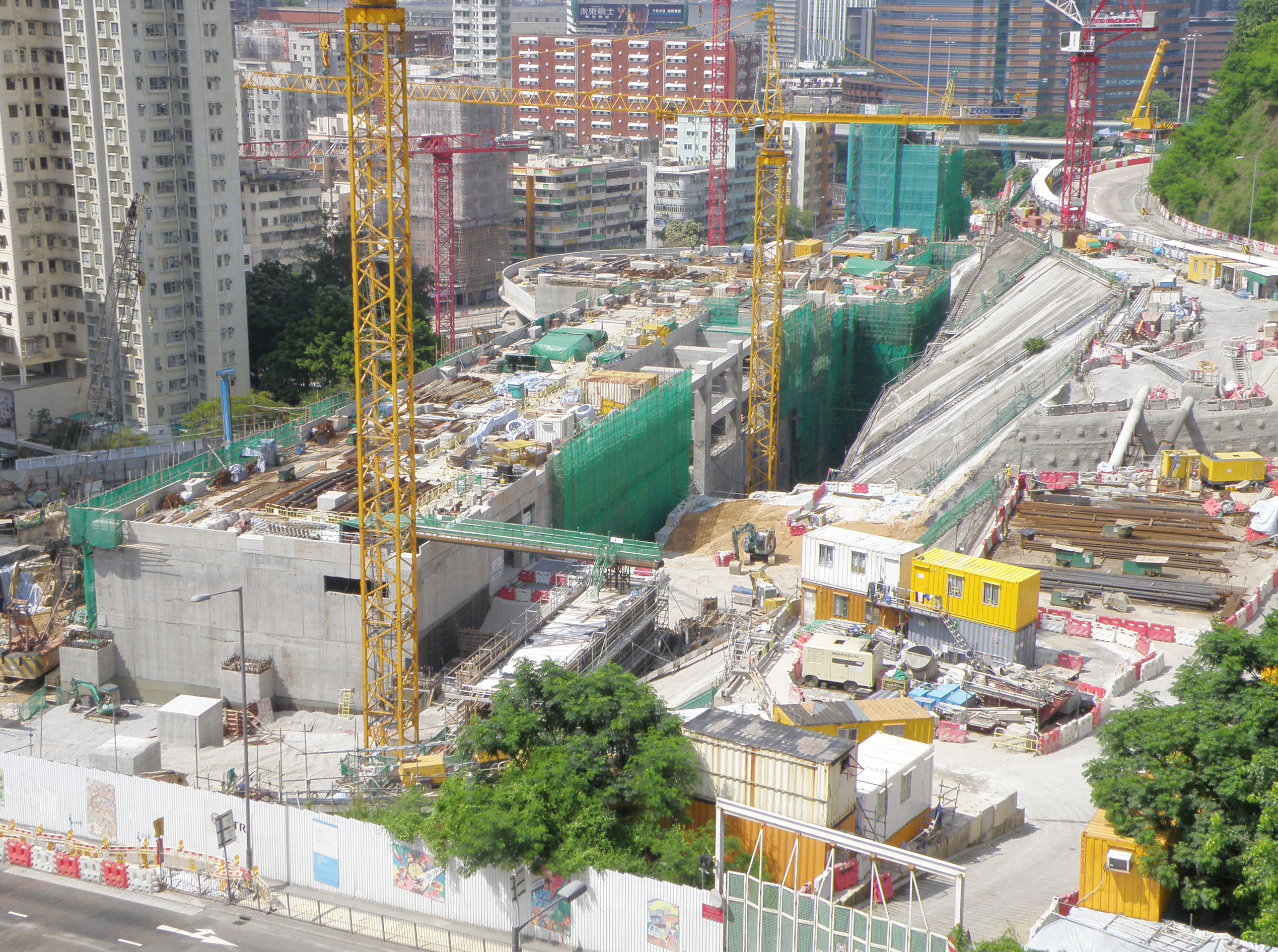
何文田站為沙中綫第二個平頂的車站

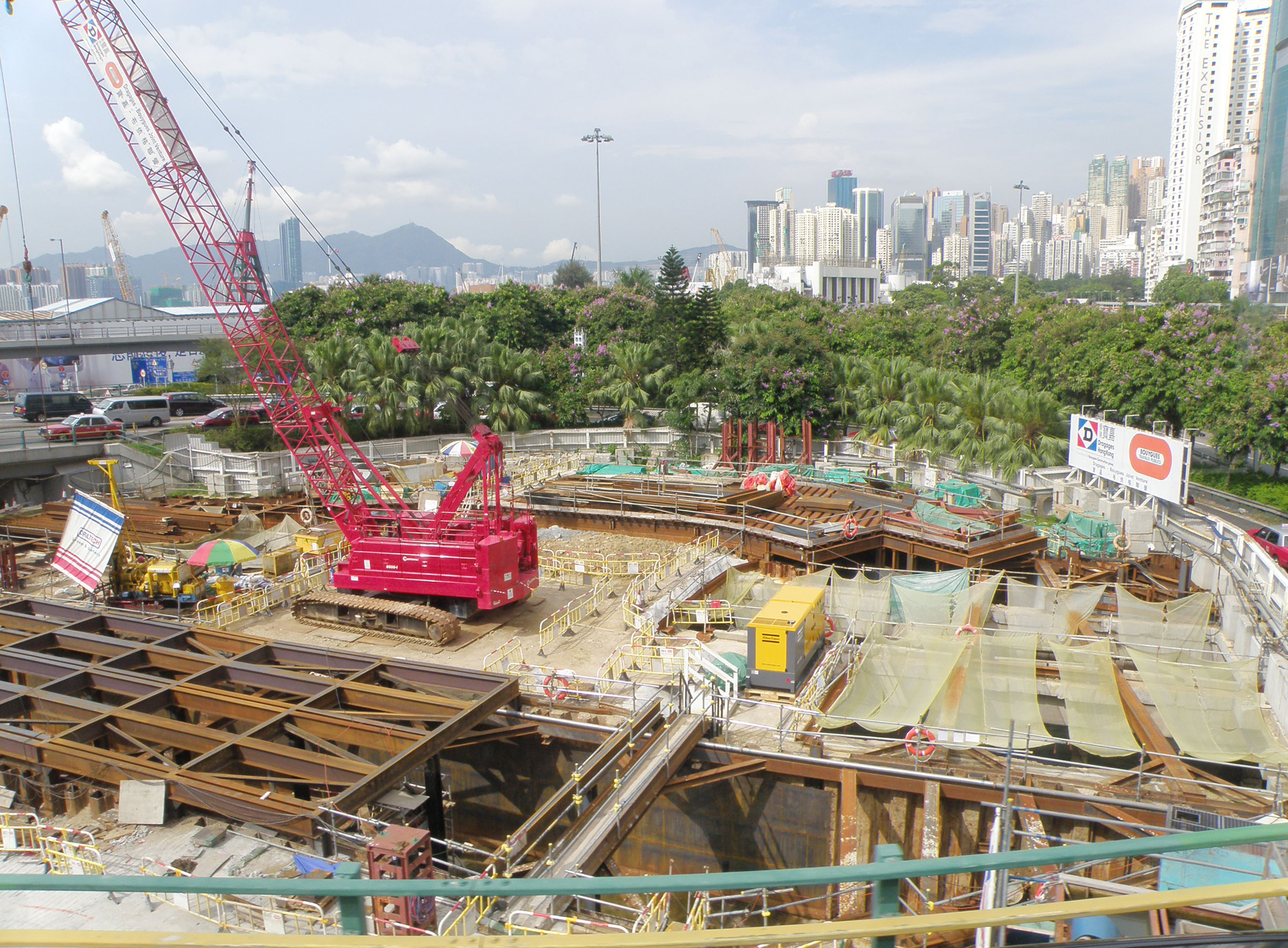
沙中綫銅鑼灣段工地

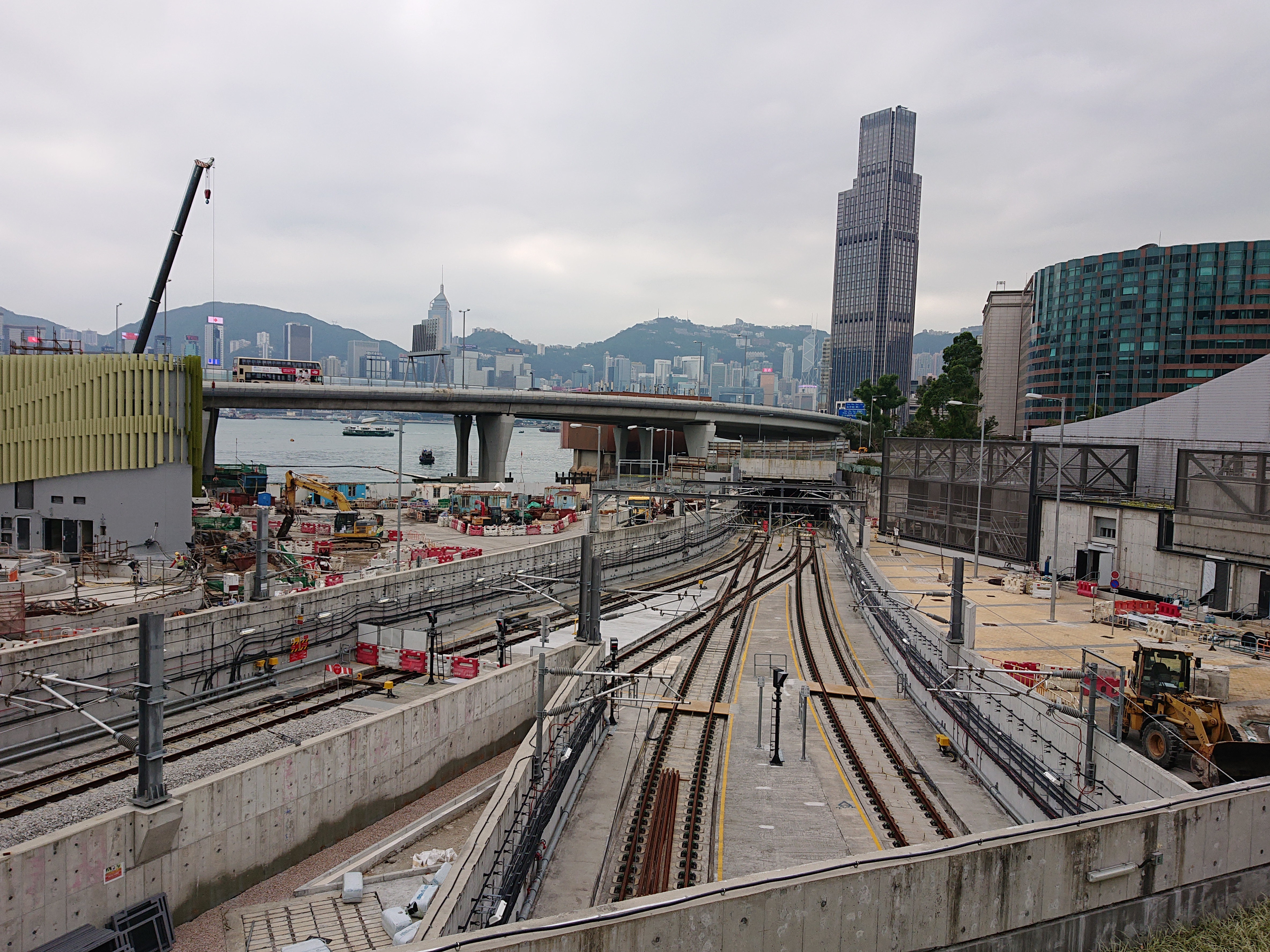
沙中綫地面段紅磡入口

### 路線走向
香港特別行政區政府於2008年2月29日宣布，將沙田至中環線項目批予香港鐵路有限公司。沙田至中環綫將會由大圍至紅磡段及過海段組成。大圍至紅磡段由現時馬鞍山綫大圍站以南開始伸延，經鑽石山、啟德、宋皇臺（前稱土瓜灣）、土瓜灣（前稱馬頭圍）、何文田到紅磡站，連接於已通車的西鐵綫。過海段則由現時東鐵綫紅磡站開始，經第四條過海鐵路到香港島，途經會展站，並以金鐘為終點站。兩段總長度約為17公里過海段則分為兩期，第一期會把現時東鐵綫旺角東至紅磡的一段改走地底，預計與沙中綫大圍至紅磡段同期落成。同時，觀塘綫將會由油麻地站延長至黃埔站，並在何文田站和沙中綫交匯。
屆時，沙中綫將連接多條現有鐵路線，形成兩條貫通香港東西、南北的策略性鐵路走廊：
- 東西走廊──由馬鞍山綫，經新建之大圍至紅磡段與現有之西鐵綫組成，東起烏溪沙，西至屯門；（屯馬綫）
- 南北走廊──由東鐵綫及過海段組成，南起金鐘，北至邊境之羅湖或落馬洲。

### 和舊有計劃之差異
初步方案是以2007年7月之合併方案為基礎，但不包括中環南站。該站因中區政府合署搬遷後用作律政司及與法律相關的非政治組織辦公大樓，故不會包括在方案內，但會保留日後興建的可能性。慈雲山區因地質問題未能達到安全要求，亦不會設置車站。而先前九鐵計劃的自動行人運輸系統亦會取消。當局表示會加強行人設施及交通接駁來應付。觀塘綫延綫則代替了九鐵的黃埔自動行人運輸系統。

### 融資安排
九鐵於2002年入標投得沙中線時，預計造價為約200億元。到了2007年兩鐵合併時，根據2007年4月價格計算，整條沙中綫的建築成本為374億元，而其相關之公共基建工程成本為7.7億元。政府決定全數撥款資助興建，並計劃以服務經營權方式授予港鐵公司營運。政府認為如以擁有權方式給港鐵公司興建，雖然可以減低建造及營運鐵路之風險，但由於需要和其他基建規劃及發展銜接、兩鐵合併、啟德發展人口下降等因素影響，使整個項目在財政安排上並不可行。政府需要提供約241億元予港鐵公司作為資金差額，也只能通過港鐵公司派發股息，不能直接由沙中線營運上獲利。加上沙中綫原來由九廣鐵路公司投得，在鐵路建成後，政府可以考慮把沙中綫授予或租予九鐵，使之成為兩鐵合併當中，港鐵公司獲得服務經營權的其中一部份。這樣就可以按照兩鐵合併中之條款及機制收取服務經營費用，使九鐵公司及其唯一股東──政府受惠。據估計，港鐵公司需要向政府支付約918億元之服務經營費用。即使服務經營權屆滿或中止，整條沙中綫仍有其剩餘價值。
至於觀塘綫延綫，由於屬於原有地鐵網絡的延伸，政府於是決定用擁有權方式給港鐵公司興建及營運，並需要填補約22億元的資金差額使之合乎回報率。政府會和港鐵公司方面討論如何填補這差額，如考慮在何文田站（即前山谷道邨用地）以鐵路加物業發展方式作出補助。

### 列車停放處及列車
沙中綫列車停放處曾建議在前啟德機場客運大樓用地內興建，但由於靠近九龍灣海邊，地下水位太高，故不能在地底興建以減低噪音。因此，曾計劃把列車停放處設置在鑽石山站南面、前大磡村的位置，並以半沉降式興建。路軌將距離地面3米，以緩解對區內環境的影響。由於建議選址內有三處介乎二級至三級的歷史建築，政府會進行研究及擬定保存文物的方法。不過，於2011年11月11日，政府刊登憲報，宣佈取消興建鑽石山列車停放處，並改為於紅磡貨場停放列車。
港鐵公司需購置新列車以應付新路線的需求。兩鐵提交的合併方案中提及，沙中綫東西走廊需要53輛長8節的列車營運，現時東鐵綫，西鐵綫及馬鞍山綫所有IKK Train共356個車卡是不足以應付沙中綫落成後的需求，需要另外購置新車廂，並需興建全新的列車停放處存放的原因就是因為錦田八鄉及沙田大圍的兩個車廠未能容納的新購置的列車。
港鐵公司於2011年10月發出招標公告，編號第1141B的合約為南北走廊購置新列車，該列車需能夠以120公里每小時的速度行走南北走廊，目前列車以列車自動運行系統（ATO）行駛，由列车自动保护系统保護，但有關新列車合約亦要求列車能夠在全自動駕駛（FAO，全稱）情況下運作。2012年12月14日，港鐵公司將沙田至中環綫南北走廊的列車合約批予現代Rotem，總值約40億港元。現代Rotem將會負責37列列車的設計、供應、製造及營運測試。每列列車共設有9卡車廂，主要在韓國設計及製造；首列列車預計於2015年9月付運香港進行測試，至2020年整批列車將會全面投入服務。
港鐵公司亦於2012年10月發出招標公告，編號第1141A的合約為東西走廊購買10列7卡的新列車，供東西走廊行走，與其早前宣佈東西走廊將使用8卡列車的消息有所出入。2014年1月24日，港鐵將此合約批予長春軌道客車股份有限公司，總值為11.4億港元，然而合約內容卻改為負責14列8卡列車的設計、供應、製造及營運測試。同時，港鐵亦批出第1151號合約予由伊藤忠商事、近畿車輛、川崎重工業合組之財團，合約總值11.8億，包括設計、供應、製造及營運測試36個新車卡及改裝現有348卡近畿川崎電動列車。

### 信號系統
為了配合日後沙田至中環綫南北走廊的服務，港鐵將會更換現有東鐵綫的信號系統，以加密列車間隔。供應合約由西門子公司奪得，合約總值約8.5億港元。東鐵綫將會配備Trainguard MT信號系統，升級期間不用暫停現時的運作。
而東西走廊（現稱屯馬綫）的信號系統供應合約由Alstom和泰力斯合組公司奪得，合約總值約6.4億港元。東西走廊將會配備SelTrac CBTC信號系統，同時西鐵綫及馬鞍山綫的信號系統將會需要提升，以能加裝支援全自動駕駛的系統（FAO，全稱）

## 建造工程
工程合約共分為20份，合約編號為SCL1101至SCL1120B，SCL為Shatin Central Link的縮寫，部份合約已於2012年10月批出。當中由顯徑站至鑽石山站，編號為SCL1103，耗資28億港元的4公里長隧道建造工程，由法國公司萬喜奪得，工程已於2012年10月22日展開，預計為期68個月。顯徑至馬仔坑遊樂場之間全長2,475米的獅子山鐵路隧道將以鑽爆方法建造，馬仔坑遊樂場至鑽石山站之間1,400米則會進行隧道鑽挖。
另外，在興建香港理工大學第8期發展計劃的大樓時，已在該大樓地面預留約5140平方米土地，作沙田至中環綫的車輛輪對維修廠。該空殼結構的建設費用，按2008年9月價格計算，約為港幣3400萬元，款項未有計入沙中綫開支當中。

### 通車時間
大圍至紅磡段最先預計2018年通車。第二期則由於需要遷就灣仔填海計劃第二期及中環灣仔繞道的建造工程，到2020或2021年方能啟用。2014年11月，運輸及房屋局局長張炳良表示，因宋皇臺站考古工作而停止車站工程、改動計劃等，工程最少有十一個月滯後。大圍至紅磡段原定2018年12月通車，2020年12月再啟用紅磡至金鐘段。然而2015年3月政府再向香港立法會提交文件，確定兩路段最少需延遲一至兩年，亦即分別在2019及2022年啟用。

### 交通改道
在工程期間，鐵路途經的不少道路，包括漆咸道北、馬頭圍道、浙江街、農圃道、世運道迴旋處、太子道東需進行臨時改道，而馬頭圍道部分路段更在工程期間由原來的雙向六車道收窄為雙向三車道。在馬頭圍道沿線的巴士站及小巴站亦需臨時遷移。江蘇街和落山道部分路段亦需分階段臨時封閉以建造土瓜灣站車站出口。為方便挖掘何文田站至紅磡站及愛民邨對出至紅磡站的隧道，漆咸道北及康莊道支路亦曾建造臨時行車天橋。此外，太子道東迴旋處一帶的行人隧道亦曾臨時封閉，在附近興建臨時行人天橋取代。

### 工業意外
2014年3月31日，沙中綫黃大仙段發生致命工業意外，一名45歲工人在翠竹花園旁邊的港鐵沙中綫地盤工作期間，被鑽探泥土機一條長約8英呎的鐵棒擊中下顎，當場昏迷，他送院後證實不治。
2016年7月12日，沙中綫紅磡地盤，3小時內先後發生嚴重事故，兩名工友一死一命危。
2016年8月6日下午3時許，一名60歲姓蘇紮鐵管工於地盤工作，其間從地底隧道走回地面休息後暈倒，事主送院後搶救無效，證實死亡。警方經初步調查後，不排除事主中暑死亡。

### 發現遺蹟 港鐵拒原址保護
港鐵委託考古專家在興建中的宋皇臺站地盤進行發掘，首次在香港發現結構良好的千年方形古井，同時掘出239個遺迹及數千件出土文物，包括宋、元，以及清朝的錢幣、陶罐、瓷壺等，相信是李鄭屋漢墓後重大考古發現。
考古調查及發掘於2012年11月至2013年12月，在九龍城聖山（即宋王臺公園附近）一帶進行，發掘面積約14,500平方米，約相等於10個標準泳池。專家發現3個地層，包括形成於1920至1960年代的填土層（第一層）、晚清民國層（第二層）及宋元層（第三層）。第一層主要是建築及構建物地基，與填海及啟德機場建設有關；第二層的遺迹主要與農業有關，如灌溉溝、化糞池等；第三層主要是房屋、井、窰、墓葬遺迹等。
根據港鐵向古物古蹟辦事處提交的中期報告指出，共發現239個遺迹，包括房屋建築、灰坑、井、墓葬遺迹等。出土文物中，有1,000多箱是普通器物，3,700件屬重要器物，包括大量陶瓷、錢幣、鐵塊等。社會輿論要求港鐵公司改變鐵路走向，使土瓜灣區內的珍貴文物可以原址保護，但港鐵不同意這項建議。

### 一週內兩次掘出戰時炸彈
會展站地盤在2018年1月27日及31日分別掘出一枚二戰時期，美軍轟炸港島沿岸日軍設施所遺留的未爆空投炸彈。這兩枚炸彈在同一地盤發現且僅相距10多米，距地面15至30米深。型號為美製「ANM65」型，長約145厘米，重1,000磅，彈內藏500磅炸藥。兩次發現皆需疏散附近大廈、寫字樓和住宅數千人，封路24小時以便爆炸品處理課人員拆彈。
港鐵回應事件稱已委託獨立的測量行在工地進行金屬探測。立法會鐵路事宜委員會主席田北辰認為地盤毋須停工，到此階段停工意義不大。
該處在同年5月再度掘出戰時炸彈。

### 紅磡站地底隧道出現滲水 需拆石屎重新施工
2018年3月中，《東方日報》揭發紅磡世界殯儀館對出的隧道自2017年8月已出現滲水問題，工程人員用近半年時間作補救措施，但成效欠佳。港鐵到2018年2月發現隧道的接駁工程出問題，需鑿開其中一個駁口石屎表面調查，發現內部的鋼筋疑未有完全接駁好和未有灌滿石屎。其後重新施工，需臨時拆除一段長約10米的路軌和三處有同類問題的石屎，並重造駁口。港鐵預計4月完成，並將向承建商索償。

### 工程泥水未經處理排放至啟德河
2016年8月，有投訴人向傳媒揭發啟德河河水自2016年6月起，被泥水染黃。投訴人曾向環保署投訴，但未見積極執法。環保署其後突擊巡查發現，啟德站工程地盤的泥水未經處理便排放至啟德河，違反《水污染管制條例》，會考慮檢控承建商。港鐵表示會跟進環保署要求，並督促承建商提升排水設施。

### 東鐵綫接駁紅磡站新月台軌道工程
為興建東鐵綫接駁紅磡站新月台軌道工程，港鐵曾於2021年數個星期日暫停紅磡站至旺角東站列車服務，東鐵綫列車改以旺角東站為終點站，同時港鐵提供來往紅磡站及九龍塘站的免費接駁巴士服務，乘客上車時拍卡，下車後可在相關車站享有免費車費優惠。

## 工程爭議

### 東鐵綫由12卡減至9卡
由於受到香港島的地理環境所限，香港島的車站不能建得太長；延綫完成後會由現時東鐵綫的12卡列車縮减為9卡車行走（仍然繼續保留頭等車卡並將設有Wi-Fi服務），並將全數改用新購置的韓製列車（R-Stock）行走，取代現時東鐵綫使用的列車。
因應配合信號系統的提升，港鐵聲稱繁忙時段的班次可由現約3分鐘一班加密至約2分鐘一班，理論上載客量會較改編車組前為多（以每小時班次和總車卡数計算，現時為240卡，改編後為270卡）。
但有沿線居民親自視察分析，認為實際上難以加密至兩分鐘一班——原因是東鐵沿綫周邊地區會繼續發展，乘客更多，列車上落客或較現在更花時間（車門未必一次即能關上），要增加班次只能從縮短列車間距（上班列車離開後至下班列車抵站之間的時間）入手；現時大圍站繁忙時間平均每隔五十多秒就有一班車，但在減卡前提下或需壓縮間隔至三十秒，方有足夠車廂接走乘客，從而抵銷月台壓力。
另一方面，城際直通車因在廣深港高鐵通車後客量持續降低，於2022年4月28日被港鐵宣布停運，可提高東鐵綫客運能力。

### 馬鞍山綫沒有增加來往月台及車站大堂的設施
馬鞍山綫列車原為4卡列車，因應馬鞍山綫（現為屯馬綫一期/屯馬綫）伸延至紅磡站並和西鐵綫合併營運，列車將增加車卡至8卡，月台亦因而擴建，但港鐵卻沒有因上落乘客大增而增加連接月台和車站大堂的設施，除大圍站外其他車站均只有樓梯、兩條扶手電梯和一部升降機連接月台，因此繁忙時間時部分車站乘客輪候使用連接設施需較長時間。

### 造價高昂
2012年3月，香港政府公佈沙中線的以付款當日計算價格798億港元。傳媒人林芸生評論指，興建沙中線的所須開支比起成本約100億美元（780億港元）的太空電梯還要高昂，造成「出中環」比「上太空」花費更多的荒謬現象。同月27日，行政長官會同行政會議批准進行沙田至中環線鐵路項目，預計項目工程於同年中動工，大圍至紅磡段預期在2018年完成，紅磡至金鐘段預期在2020年竣工，其中前期及保護工程亦早已動工。2012年4月18日，立法會工務小組委員會通過沙中線主體工程的714億港元的撥款，連同早前通過的84億港元，整項工程費用為798億港元。造價上漲主要是因為通貨膨脹所導致，工程價格上升了47%。至於餘下的主體工程建造費用──573億港元〈整項建造計劃預算為649億港元〉，於2012年5月11日，獲得立法會財務委員會通過。2012年6月22日，沙田至中環綫工程動工，整項工程施行期間可以創造約1萬5千個就業崗位。
港鐵公布於2017年12月5日已向政府匯報，估計沙中線項目總成本將由708.27億元，增加165.01億元至873.28億元，包括備用資金及可能上調的項目管理費而需支付的款項。加上沙中綫其他項目造價89.87億，以及金鐘站擴建工程超支8.48億，令沙中綫所涉工程總造價增至971.63億元，每公里沙中綫造價逾57億元，較廣深港高鐵每公里造價33億元貴72%，
成為香港鐵路史上造價最貴的工程，堪稱「千億鐵路」。事實上，若按每公里成本計算，沙中綫建築費為全球鐵路工程第二貴，平均每公里造價達59億港元，比德國、荷蘭、韓國、台灣等地的高鐵項目都要昂貴。
根據港鐵在2017年12月向政府提交沙中線最新工程費用估算，主體工程成本由708億元增至873億元，超支165億元。多個政黨批評港鐵低估工程開支。立法會鐵路事宜小組主席田北辰質疑政府內部協調有問題。
2020年2月28日，路政署就沙中綫超支問題向立法會提交文件，最新工程費為約816億，較最初的708億超支108億。

### 多次追加撥款
立法會財委會分别於2010年7月、2011年2月及6月合共通過撥款約84億元進行沙中線的前期及保護工程。2012年5月11日，財委會通過撥款約714億元進行沙中線主體工程，其後政府委託港鐵公司，以約708億元進行建造沙中線主要工程、測試及試行運作沙中線。另外，財委會於2017年6月17日通過沙中線前期鐵路工程約8.5億元追加撥款。2020年6月13日，立法會財委會通過沙中綫餘下工程約100億元的追加撥款申請。

### 連番被揭偷工減料
過去，兩鐵合併前的地鐵公司在有限工程撥款亦能按計劃完工通車。但興建沙中綫多年，港鐵已多次以工程遇上複雜地質和地底管線狀況為由要求追加撥款，有議員質疑港鐵未有做好勘測工作。之後屢被爆出偷工減料事件，更令公眾疑惑興建沙中綫是否存在利益輸送。

隨著偷工減料醜聞愈演愈烈，沙中綫的通車日期或會存在變數，特別是紅磡站新建月台鬧出剪短鋼筋風波，最壞情況或須拆毀原本即將完工的月台，重新再做。叧外，由政府牽頭組成的調查委員會，商業電台以2015年「鉛水事件」作例，當時該調查委員會開支逾4300萬元，調查沙中綫的開支應該不菲。

#### 紅磡站地底新建月台工程造假
2018年5月30日，蘋果日報報道紅磡站地底新建月台兩幅主要牆身，涉及2.6萬個螺絲帽接駁位近兩成螺絲頭破損或移位，不能與月台層的鋼筋接駁扭緊，而負責承建商禮頓不但未有更換問題部件，反偽裝成功接駁，安排工人將鋼筋剪短。工程師指有關做法令鋼筋拉力大減，影響結構承重能力，最嚴重可致全層倒塌。而下層南北走廊（東鐵綫）月台層板搭建後，連續牆的接駁位在2016年6月拍下的相片顯示多處出現滲水。港鐵一度否認牆身滲水，到媒體公開滲水的影片及相片後，港鐵才改口承認。
港鐵承認早在2015年12月已發現鋼筋遭剪短及造假，但蘋果日報取得的工程時間表顯示，部份涉造假鋼筋早在2015年9月已落石屎。港鐵董事局主席馬時亨拒絕回應事件。到5月31日，港鐵再度發新聞稿，改口暗示在2015年12月前已得悉有「施工質量問題」，不過未有交代發現問題的確實時間、數量及位置。路政署發新聞稿指港鐵有責任確保工程質量符合標準，要求港鐵安排獨立第三方專家進行負重荷載測試，並於一星期內提交報告。
負責層板混凝土工程的分判商中科興業有限公司在6月1日發新聞稿，證實其前線人員曾最少兩次向總承建商禮頓通報造假情況，但與承建商禮頓簽有保密協議，不能披露工程內容。
港鐵5月31日首次公開回應事件的新聞稿中，沒有交代被剪鋼筋的數量。工程總監黃唯銘6月1日出席立法會會議時，終承認在2015年8月已發現鋼筋被剪痕跡，且總共發現5條鋼筋被人剪短，不過仍沒有交代有否其他地方出事。
港鐵高層在6月6日再召開記者會，表示在5次巡查發現鋼筋有問題，其中2015年12月發現有5條鋼筋被剪短，但另外4次沒有完整紀錄，只提到「少於5支」。港鐵行政總裁梁國權6月7日出席電台節目時稱，按港鐵監督人員的匯報和書面紀錄，「推算」被剪短的鋼筋少於20多支。港鐵再在6月15日公開紅磡站報告，將問題鋼筋由不多少20多支收窄至不多於17支。
不過，田北辰於6月24日於電台節目引述消息指，涉事鋼筋多達兩成，即有5,000多支被剪短，建議拆除混凝土抽檢鋼筋。《香港01》訪問了兩名工程師，二人均指，如要得知鋼筋「真相」，除了移除石屎，別無他法。
港鐵於6月中旬向政府提交港鐵沙中線紅磡站的報告，但中科的證供不被公開，港鐵當時指因涉及刑責問題；中科於6月26日回覆傳媒稱已就相關事宜先後3次聯絡港鐵採證負責人，及1次聯絡港鐵工程總監黃唯銘，但卻全數被拒聽。中科繼而改為聯絡路政署，並已初步獲署方回覆正處理會面要求。中科又表示，在向港鐵作供期間，多次被禮頓的法律代表，以超越臨時寬免保密協議範圍為由打斷，當時禮頓並無反對中科已作出的證供，而港鐵及港鐵律師亦並無任何表示。中科再次重申，既然就連禮頓代表都已當場知悉證供，港鐵根本沒有合理理據隱藏該等資料，而港鐵律師一直保持沉默，有容許禮頓影響報告(向路政署提交)內容之嫌。
港鐵回覆表示，倘若任何人有資料可證明事件涉及不法行為，應立即向政府或執法部門提供資料。
蘋果訪問資深建築業界人士指，鐵路月台結構必須有足夠承托力，港鐵沙中綫紅磡站月台石屎層有3米厚、面積逾5,000平方米，按一立方米石屎重2.3噸計算，整個月台層自重就有34,500噸重。該業界人士指，一般承建商有做ISO認證，應一套嚴格標準施工，質疑承建商禮頓未有跟隨，自從沙中線爆出鋼筋被剪短醜聞後，自己亦告誡親友日後避免前往該月台搭車。

#### 土瓜灣站牆身被削和移走鋼筋
2018年6月，土瓜灣站月台近樓梯牆身被揭發被偷薄牆身，結構牆兩層鋼筋的其中一層被剪走。

#### 土瓜灣站疑以建築廢料建牆
2018年6月29日，議會陣線議員毛孟靜收到一名自稱土瓜灣站地盤前員工的匿名信並附有3張相片，指疑有人在該站月台其中一條樓梯，以建築廢料填充牆身。從相片可見有人將多袋建築廢料整齊堆放牆邊。報料者指有駐地盤經理安排管工將垃圾放至該空間，惟他重回該處已發現牆身注滿石屎。
毛孟靜指她徵詢過專業人士意見，包括一名沙中線前工程人員，對方表示如是準備丟棄的垃圾理應不會堆放得如此整齊，而且該些廢料上亦支撐著喉管，並不尋常。另一土木工程師則認為用這種方式建牆是「百份之百違規」。不過亦有專業人士認為，單憑這幾張圖片難以猜測是否真有人用廢料填充牆身。

#### 會展站挖掘工程未有按程序放置足夠的橫向支撐
2018年6月，立法會鐵路事宜小組委員會主席田北辰表示，收到消息，會展站的承建商在挖掘工程中，未有按程序放置足夠的橫向支撐，被港鐵發現並勒令停工，現未知工程狀況如何。
會展站工程由「禮頓—中建」聯營承建，田北辰說，挖掘工程的程序是先建造兩幅垂直牆身，再向下挖走牆身之間的泥土，同時會在牆身之間加上橫向工字鐵支撐，但在施工期間，港鐵發現橫向支撐物數量不足。
田北辰關注港鐵高層是否得悉事件，內部溝通有否問題。

### 港鐵高層迴避對偷工減料指控
《蘋果日報》於2018年5月揭發紅磡站沙中線月台剪鋼筋事件後，港鐵曾發表聲明指報道以誤導的標題及內容引起公眾恐慌，質疑傳媒報道危言聳聽。到工程造假醜聞鬧大，隨著更多爆料曝光，港鐵才承認有「剪鋼筋」事件，但一直只以以「唧牙膏」式披露工程不合格記錄詳情，又聲稱未有為部分工序保留書面記錄，一直避答記者問題，都對公眾感覺港鐵的管治崩壞。至今港鐵仍未就事件作一完整、通盤的交代。

#### 港鐵登報聲明回應公眾「單方面揣測」
面對社會各界指摘，港鐵在2018年6月27日於多份報章刊登聲明強調工程符合質量安全，「確定有關工程符合相關規格，已批准的圖則及法定要求」。並稱「只不斷提出單方面的指控或揣測對事件毫無幫助，亦不必要地影響公眾對鐵路基建的信心。」,惟聲明未有正面回應，會否鑿開月台層石屎抽驗鋼筋
對於港鐵在報章刊登廣告，稱有人單方提控揣測會影響公眾對鐵路基建的信心，最初揭發事件的工程分判商中科興業董事總經理潘焯鴻批評港鐵浪費金錢，「玻璃心」且「小家」，強調中科聲明都是建基於事實，並非危言聳聽，認為港鐵要檢討監管工程制度。潘又表示，若立法會傳召他到場交代事件他定會出席，惟希望有《立法會（權力及特權）條例》保障，方可「講得舒暢」；潘又不點名批評工程承建商禮頓「連政府都不怕」，是「香港建築界的毒瘤」。
對於有人向田北辰報料指「見到工人扭鋼筋入連續牆的螺絲帽」，被港鐵質疑純屬揣測，田北辰強調消息只是「聽回來」而自己不掌握任何證據，稱「若有證據就一定會報警舉報」。田指出若要公眾挽回信心，港鐵必須立即抽檢鋼筋。又指禮頓同樣「一直未提交任何證據顯示全部2.6萬支鋼筋都無剪短」，港鐵反而要求公眾「相信它們」，並不公道。

#### 中科指見有人剪鋼筋 港鐵袒護禮頓
翌日，中科興業董事總經理潘焯鴻於不同媒體指出，自己曾與禮頓高層視察工地時親眼目睹剪鋼筋過程，估計數目過千，並在當時拍下照片影片，指這是經過策劃而非單純前線人員施工失誤造成，潘焯鴻更透露，在與承辦商禮頓建築再度簽署保密協議前，曾用手機展示在工地拍攝鋼筋被剪短的影片，惟被對方當場要求刪除影片。其後港鐵更在去年工程尾段終止中科餘下工程，涉及金額約7,000萬元。潘指港鐵高層包括工程項目總监黃唯銘不可能不知情。
傍晚，潘亦到蘋果日報直播交代細節，潘焯鴻批評事件發生後港鐵不討論事件，但又出廣告質疑别人批評片面。他又指港鐵曾指「中科要脅要錢」，企圖抹黑中科，「將中科在建築界推埋死角」，潘謂港鐵刊登廣告聲明不盡不實，驅使他站出來說清楚。有讀者呼籲全港市民應罷坐港鐵。

### 土瓜灣站工程致附近樓宇沉降
2018年8月8日，《蘋果日報》報導土瓜灣站的工程導致附近23棟樓宇出現沉降，地下煤氣管亦受影響，超標最嚴重逾一倍。港鐵在翌日承認出現有關情況，表示情況穩定。

### 政府不信任港鐵管理 勒令管理層離職
2018年8月7日，政府指港鐵於6月中和7月13日提交有關沙中綫紅磡站工程的報告有資料不符及嚴重偏差，包括月台的鋼筋連接螺絲帽減少達2000顆，而且兩份報告資料前後出現矛盾。政府認為事態嚴重，已轉交警方處理。路政署署長鍾錦華指承建商及分判商的陳述，有極大出入，已對沙中綫工程管理層沒有信心。屋宇署署長張天祥指昨日曾到該站視察，暫沒發現異樣及裂痕，認為月台無結構安全問題。署方已在該處安裝電子監測儀，每星期檢查月台層板狀況。
運輸及房屋局長陳帆要求港鐵董事局解除工程管理人員職務。被媒體追問是否沒責任需要下台時，陳帆回應指官員「負責任、有承擔」，指事件發生後「我相信大家自行作一個判斷，官員表現有目共睹。」到傍晚，港鐵就事件舉行記者會，主席馬時亨宣布管理層已決定重組管理團隊。工程總監黃唯銘已提出請辭，即時生效，3位負責沙中線項目的總經理級人員也會離職。在新任工程總監上任前，由港鐵常務總監金澤培督導各項事務。港鐵並繼續落實沙中線項目。馬時亨透露曾兩度向特首林鄭月娥請辭，但獲對方留任。三度強調自己是有責任感的人，很尊重問責精神。他對於港鐵沙中線工程事件感到十分失望，認為港鐵董事局和工程委員會由2015年至今都蒙在鼓裡。

### 斥資近3億升級翻新警察體育遊樂會
2019年，《蘋果日報》揭發翻新太子警察體育遊樂會所時所更換大量家具電器、健身器械及餐飲設備的費用，由沙中綫工程費承擔。到2020年3月，運輸及房屋局表示，由於銅鑼灣警官會所受沙中綫通風設施影響，需要拆卸，也沒有合適地點重置。因而為太子警察體育遊樂會進行翻新。而3億元工程合約費用中，大部分涉及機電工程及結構費用。但未能提供原警官會所的相關拆卸及原址重置工程的費用詳情。

### 未有理會傷殘人士意見
2022年5月，《明報》跟隨視障人士進行實測，發現紅磡站、會展站及金鐘站扶手電梯的發聲提示器裝在「右方」，並非視障關注團體與港鐵於2021年9月開會後同意統一的「左方」。而屯馬線顯徑站至土瓜灣站提示器安裝在右方。視障關注團體亦表示收到數名視障者被提示聲誤導而撞到障礙物受傷，包括鑽石山站和宋皇臺站。港鐵承認2021年通車前曾與視障人士團體溝通，又指屯馬綫及東鐵綫車站均於多年前設計，表示更新標準及陸續調高音量。社福界立法會議員狄志遠批評港鐵對殘疾人士意見「沒放上心」，指出車站多年前設計的解釋不成立，明顯出現疏忽。

## 車站一覽
沙田至中環綫的車站列表（由北至南）：
| 站名                               | 站名                           | 轉乘路綫                          | 所在行政區域                   | 通車日期                       |                                |
| 屯馬綫（大圍至紅磡段）             | 屯馬綫（大圍至紅磡段）         | 屯馬綫（大圍至紅磡段）            | 屯馬綫（大圍至紅磡段）         | 屯馬綫（大圍至紅磡段）         | 屯馬綫（大圍至紅磡段）         |
| ↑ 接駁馬鞍山綫（大圍至烏溪沙）     | ↑ 接駁馬鞍山綫（大圍至烏溪沙） | ↑ 接駁馬鞍山綫（大圍至烏溪沙）    | ↑ 接駁馬鞍山綫（大圍至烏溪沙） | ↑ 接駁馬鞍山綫（大圍至烏溪沙） | ↑ 接駁馬鞍山綫（大圍至烏溪沙） |
| ---------------------------------- | ------------------------------ | --------------------------------- | ------------------------------ | ------------------------------ | ------------------------------ |
|                                    | 大圍                           | 東鐵綫                            | 沙田區                         | 2004年12月21日                 |                                |
|                                    | 顯徑                           | -                                 | 沙田區                         | 2020年2月14日                  |                                |
|                                    | 鑽石山                         | 觀塘綫 東九龍智慧綠色集體運輸系統 | 黃大仙區                       | 2020年2月14日                  |                                |
|                                    | 啟德                           | -                                 | 九龍城區                       | 2020年2月14日                  |                                |
|                                    | 宋皇臺                         | -                                 | 九龍城區                       | 2021年6月27日                  |                                |
|                                    | 土瓜灣                         | -                                 | 九龍城區                       | 2021年6月27日                  |                                |
|                                    | 何文田                         | 觀塘綫                            | 九龍城區                       | 2021年6月27日                  |                                |
|                                    | 紅磡                           | 東鐵綫                            | 油尖旺區                       | 2021年6月20日                  |                                |
| ↓ 接駁西鐵綫（紅磡至屯門）         |                                |                                   |                                |                                |                                |
| 東鐵綫（紅磡至金鐘過海段）         |                                |                                   |                                |                                |                                |
| ↑ 接駁東鐵綫（紅磡至羅湖／落馬洲） |                                |                                   |                                |                                |                                |
|                                    | 紅磡                           | 屯馬綫                            | 油尖旺區                       | 2022年5月15日                  |                                |
|                                    | 會展                           | 將軍澳綫                          | 灣仔區                         | 2022年5月15日                  |                                |
|                                    | 金鐘                           | 港島綫 荃灣綫 南港島綫            | 中西區                         | 2022年5月15日                  |                                |
| 论 编                              |                                |                                   |                                |                                |                                |

### 車站安排與民間訴求

#### 大圍顯徑邨
由於顯徑區人口不足以興建一個重型鐵路站，原先計劃該站不會在沙田至中環綫興建時設立，而是會在沙田至中環綫上作出準備，以供日後建站。有沙田區的居民組織表示，顯徑站可以舒緩大圍站由馬鞍山綫（現為屯馬綫一期）轉車乘客，建議分階段興建沙田至中環綫，並先行興建大圍至鑽石山一段，當中包括顯徑站
。運輸及房屋局局長鄭汝樺在2008年10月30日於立法會上，原則上認為在設計及需求上有理據增設顯徑站，並會以此為方向進行規劃。2009年1月13日，政府表示將會在沙中綫加設顯徑站。因為顯徑邨一帶有足夠的人口及社區設施，而且額外興建顯徑站的成本不高。車站落成後可望紓緩大圍站的擠迫情況。顯徑站最後獲確定成為沙田至中環綫的其中一個車站。

#### 慈雲山
根據九廣鐵路公司在2002年8月提交的沙田至中環綫修訂方案，沙田至中環綫會在大圍站與鑽石山站之間增設一個慈雲山站，然而因為慈雲山地勢較高，若要興建車站連接的話，則需要在地底80米深處建站，在制訂緊急疏散策略時十分困難；加上區內地底的多層土層堅硬程度不一，並含有斷層，對施工構成很高的風險，尤其有機會影響附近樓宇的結構安全；同時，車站位處百多米深地底，營運和技術上均存在風險（例如遇事故疏散乘客需5分鐘）。所以九鐵於2004年9月提交的最終方案擬稿中取消在慈雲山設站的建議，改為興建地面自動輕便運輸系統，連接鑽石山站和慈雲山南部的慈樂邨。
由於慈雲山地區位於山坡上，而自動輕便運輸系統有坡度不得超過7%的限制，車站只能設於慈樂邨，令服務範圍較小。此外，亦有居民擔心系統的施工和運作會帶來景觀和環境（尤其是噪音）的影響。因此，運輸及房屋局在2007年7月發表的合併方案中，將就慈雲山區現有的公共交通服務及行人設施建議其他不同方案，以便滿足該區的交通需求，有關自動輕便運輸系統的建議有可能被更改。而在最終方案中，慈雲山將不設車站及運輸系統，但會透過行人設施改善工程改善該區與附近港鐵站的交通接駁，造價6億800萬。
改善工程興建15組行人系統，涉及49項設施，包括10段有蓋行人通道、3條全長300米行人天橋、21部升降機、4條扶手電梯、7條樓梯和4段合共約100米的自動行人道，在2015年至2017年起陸續啟用。不過不少慈雲山街坊不滿行人設施只完善上山方向，未有接駁其他公用設施，如慈雲山中心及主要屋苑，而且與舊有通道功能重疊，結果使用率偏低。

#### 黃大仙、竹園

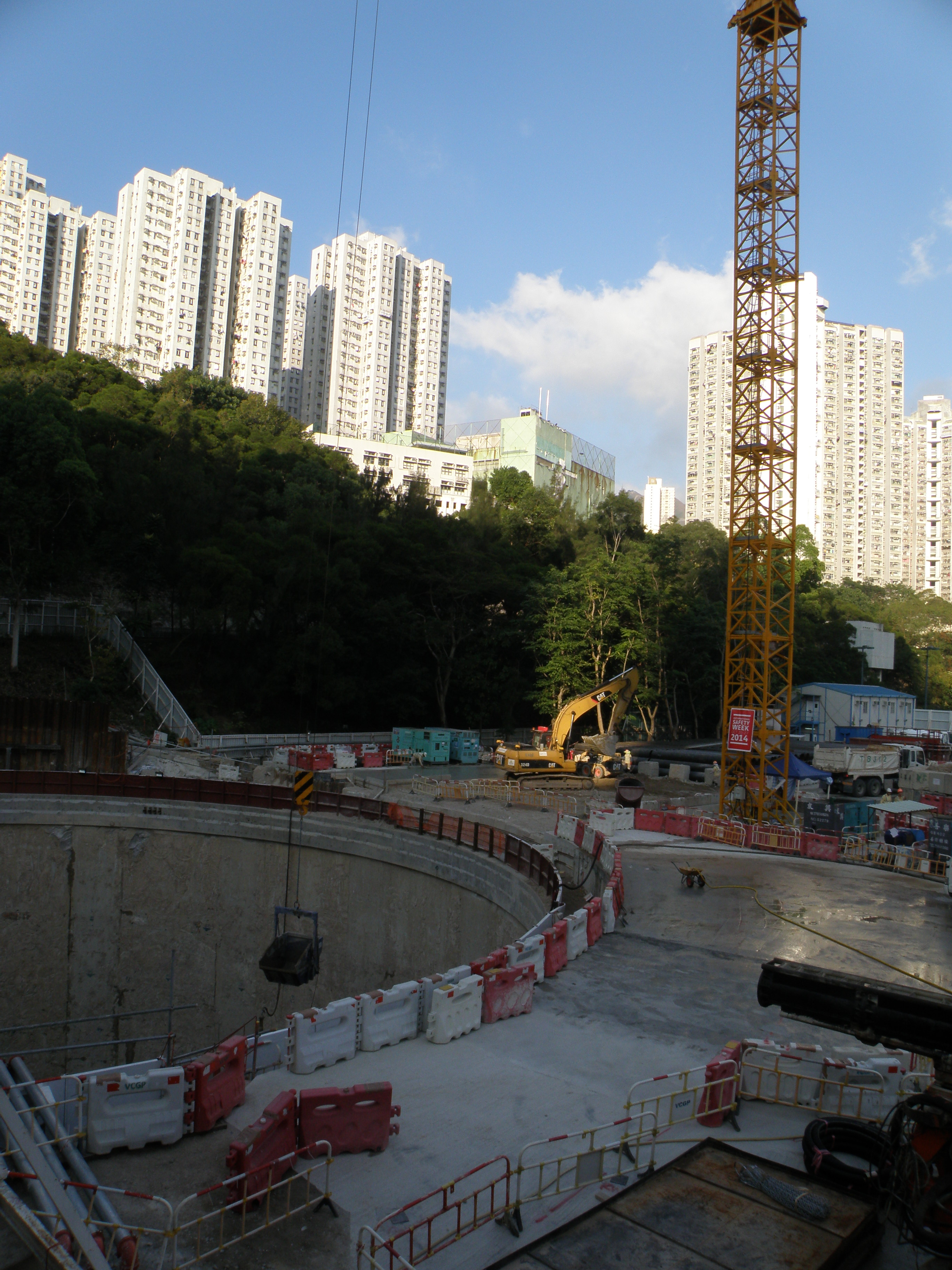
沙中綫獅子山鐵路隧道馬仔坑通風大樓豎井

由於沙田至中環綫顯徑站至鑽石山站之間路段會途經黃大仙馬仔坑一帶，並計劃封閉馬仔坑遊樂場，作為沙中線施工地盤，日後會興建永久通風樓和緊急出入口。遭到鄰近屋苑如天馬苑、天宏苑、鵬程苑、翠竹花園、竹園南邨及竹園北邨等居民反對，認為興建永久通風樓會影響日後該區空氣質素及休憩用地馬仔坑遊樂場比大大縮減，嚴重影響該區居民生活。黃大仙區議會提議於馬仔坑遊樂場改以興建港鐵車站竹園站和連接黃大仙站以方便該區居民，聲稱可減低民怨，以及紓緩鑽石山站未來作為沙田至中環綫轉駁觀塘線乘客的使用量。
為此，黃大仙區議會於2011年1月19日提交反對的意見書。

#### 紅磡黃埔
長期以來，位於紅磡的黃埔居民，飽受交通不便之苦，居民曾多次向政府爭取興建鐵路連接。本來在地鐵的標書中，黃埔花園居民的需要會透過延長觀塘綫，從油麻地站伸延至黃埔花園來達成。而九鐵原來的標書中，沙田至中環綫當初定線方案也有包括在黃埔花園設站，黃埔花園的居民本來可望終於有鐵路駛入。豈料當九鐵再詳細評估之後，黃埔站與慈雲山站一併被剔除於沙中線之外。因為若果沙田至中環綫駛入黃埔的話，車程將會被延長，而且會使鐵路定線因遷就黃埔站而被迫偏側。
不過九鐵並沒有因此而放棄顧及黃埔花園的利益，九鐵建議黃埔與慈雲山一樣，改為興建地下自動輕便運輸系統連接紅磡站。初步建議該系統將會類似香港國際機場的乘客捷運系統一樣，以無人駕駛模式運行。系統將會興建3個車站：黃埔北、黃埔及紅磡。在啟用初期列車以兩卡為一組，最終會加到四卡為一組。從黃埔區到紅磡車站的行車時間僅為3分鐘。
但是當兩鐵合併後，最後採納的方案是將觀塘綫伸延至黃埔花園，並興建黃埔站、何文田站接駁油麻地站，在何文田站與沙田至中環綫（沙中綫）屯馬綫轉車。

#### 紅磡
根據九鐵公司原來的方案，紅磡站將會再度擴建，成為一個集體運輸中心。由於方案提出當時，東鐵綫（當時稱東鐵）仍以紅磡為終點站，西鐵綫（當時稱西鐵）亦會透過九龍南綫的興建以紅磡站為終點站，再加上沙田至中環綫的匯合，將會使紅磡站需要處理的客量大量增加，不能符合成本效益。
九鐵公司及後提交新的建議，亦即是兩條貫通香港南北、東西的策略性鐵路走廊：東西走廊（現為屯馬綫）和南北走廊（現為東鐵綫）的方案，紅磡站由三綫轉車站改為兩綫轉車站，九鐵公司表示會使轉車的客量減少。兩鐵合併後，港鐵公司仍沿用這個方案，故紅磡站將會成為東西走廊和南北走廊兩條鐵路線的轉車站。

#### 銅鑼灣
九鐵公司最初的方案是沒有打算在銅鑼灣設站的，過海後的東鐵將會直接與地鐵金鐘站交匯。但考慮到選乘東鐵的人，不一定是到金鐘及中環等地區上班，九鐵公司遂考慮在購物熱點的銅鑼灣設銅鑼灣北站。此方案獲得銅鑼灣一帶的商戶普遍支持，因為此舉可讓來自中國大陸的旅客（尤其是個人遊旅客）能從羅湖邊境乘坐東鐵直接到達銅鑼灣，有助進一步帶旺本已十分興旺的銅鑼灣商戶生意。但另一方面，由於此建議須採明挖隨填施工法，告士打道需封閉達五年；而附近的遊艇會、警察俱樂部、油站及垃圾站都要搬離，十分擾民。告士打道是來往港島東區的要道，封閉此道的交通問題難以想像。此計劃亦完全配合灣仔發展計劃第2期，因為建議中的銅鑼灣北站將建於海底隧道香港出口，奇力島附近，即原來地鐵計劃中北港島綫的維園站選址。之前中環填海計劃第3期遭到大部份市民批評，指責政府破壞維多利亞港，進一步收窄及破壞維港的景觀，並且因而牽涉到法律訴訟，故此當時對設置車站與否未有結論。其後，九鐵公司修改沙中綫過海段的定線，使之稍為西移，令方案完全無須填海。而通風大樓的位置則移離海旁，減少附近居民的景觀影響。但其後根據九廣鐵路公司和地鐵有限公司的最新建議，由於興建銅鑼灣北站時可能會嚴重影響銅鑼灣一帶的交通，以及考慮在兩鐵合併設置該站的成本效益，建議取消銅鑼灣北站。
亦由於此，乘搭東鐵前往銅鑼灣，車程將無法縮短，減低東鐵過海吸引力，部分人要求港鐵公司重新考慮設置銅鑼灣北站，根據灣仔區議會第56/2009號文件，指出港鐵會考慮設置銅鑼灣北站，由於沙中綫已經肯定不設銅鑼灣北站，該站將有可能於興建北港島綫時設置。
2014年9月，香港政府發表《鐵路發展策略2014》，當中包括把將軍澳綫延伸至添馬站，而銅鑼灣北站將會成為該線的其中一個中途站。

## 爭議

### 車站名稱的爭議
修訂方案後，馬頭圍站與地理上的馬頭圍及馬頭圍邨相距甚遠，甚至土瓜灣站比馬頭圍站更接近馬頭圍和馬頭圍邨；同時土瓜灣站與地理上的土瓜灣及土瓜灣市政大廈暨政府合署相距甚遠，也不接近海邊，而馬頭圍站其中一個出入口更位於土瓜灣市政大廈暨政府合署旁。有建議將前者命名為樂民站、後者命名為宋皇臺站或九龍城站，甚至直接互換名字。
至2017年11月，港鐵宣佈，原馬頭圍站正式定名土瓜灣站；原土瓜灣站正式定名宋皇臺站。

### 路線名稱的爭議
項目最初分別稱為東西走廊和南北走廊，取代沿用多年的東鐵綫、西鐵綫及馬鞍山綫，除未能反映途經地外，亦易令人混淆。2018年5月24日，港鐵宣布將南北走廊保留原稱東鐵綫，而東西走廊命名為「屯馬綫」。惟此命名備受爭議，不少市民仍支持沿用原稱「東西綫」而非「屯馬綫」，質疑港鐵漠視民意。話雖如此，有關方面於同年12月的記者會中恢復以「東西走廊」及「南北走廊」稱呼兩綫。

### 車廂較以往更擠迫
東鐵綫過海段於2022年5月15日正式通車後，有乘客雖然認同較以往方便，但同時擔心目前9卡車難以應付客量，變得更擠逼，可能要「企足全程」。而金鐘站變成4綫轉車站後會難以上車。而過海段通車後的首個工作日，有乘客指站內人流有明顯增加，乘客須等候2至3班車才能登車。其中於當日下午繁忙時間，金鐘站有超過70名乘客為求有座位坐，寧願支付頭等車費乘坐頭等車廂。而有線新聞在上班繁忙時間進行實測，發現過海段通車和全部都是9卡車後，車廂內更擠迫。特別是列車到旺角東之後，仍然有大量乘客需要企，與以往可以坐形成強烈對比。有乘客懷念以往12卡車的日子。

### 收費差距爭議
實政圓桌立法會議員田北辰指出以金鐘為目的地下，屯門站比上水站的每公里收費差距相差15%，建議政府以東鐵收益補貼差額。運房局指若果政府以補貼方式或要求港鐵以東鐵線收益補貼和調低屯馬線票價，不但影響港鐵網絡整體票價結構，亦會被指政府以公帑補貼港鐵，扭曲市場運作，並削弱其他公共交通營辦商的競爭力。

### 民間交通關注組織擔心巴士減班
16個民間交通關注組織組成聯席，在2022年5月初訪問了1804名九龍城及黃大仙居民，結果顯示逾八成受訪者不認同靠東鐵線過海段改善當區過海交通，會如常乘搭巴士或渡輪過海上班或上學。受訪者超過六成半表示日後改搭港鐵過海機會很少。調查亦顯示1050名受訪者（約58%）認為運輸署的調整巴士班次計劃在過海段通車前不足兩星期前才公布，認為是沒有了解當區居民對過海的交通需求，而社區亦缺乏討論。聯席建議運輸署及巴士公司應擱置削減班次，並諮詢居民。而巴士服務方面需設更多特快點對點接駁，可直接來往住宅區與港鐵站。

## 參閱
- 沙中綫偷工減料醜聞